# Кейжаш
Кейжаш (порт. Queijas)  —  район (фрегезия) в Португалии,  входит в округ Лиссабон. Является составной частью муниципалитета  Оейраш. Находится в составе крупной городской агломерации Большой Лиссабон. По старому административному делению входил в провинцию Эштремадура. Входит в экономико-статистический  субрегион Большой Лиссабон, который входит в Лиссабонский регион. Население составляет 10 377 человек на 2011 год. Занимает площадь 2,27 км².
Покровителем района считается Архангел Михаил (порт. São Miguel). 